# Royal Mercurius Korfbal Club
Royal Mercurius Korfbal Club, ook wel bekend onder de afkorting RMKC, was een Belgische korfbalclub uit Hoboken. 

## Geschiedenis
De club werd opgericht door enkele bedienden van de scheepvaartmaatschappij Ag. Maritime Belge uit Antwerpen en sloot zich op 1 juni 1925 aan bij de Koninklijke Belgische Korfbalbond (KBKB). Hun terrein lag op het St. Elisabethplein achter de Sint-Katharinakerk van het Kiel. In 1935 startte op deze locatie bouwwerken voor een "sociale woning"-project en moest de club op zoek naar een nieuwe locatie. Die werd gevonden in de groentetuin van het Pecherhuis (beter bekend als het liberaalhuis).
Tijdens de Tweede Wereldoorlog fusioneerde Mercurius met enkele andere clubs. Na de oorlog verhuisde de korfbalvereniging naar park Sorghvliedt met de steun van toenmalig burgemeester Victor De Bruyne en schepen K. Peelman van Hoboken. De club betrok aldaar de schapenstallen. Succes bleef niet lang uit en de club werd tweemaal kampioen (seizoen 1946-'47 en 1947-'48) in de eerste afdeling. De promotie naar ereklasse volgde.
In 1957 verhuisde de club van de schapen- naar de paardenstallen en het daarop volgende seizoen speelde Mercurius nationaal kampioen (seizoen '57-'58). Kort daarna was het opnieuw prijs onder leiding van trainer Jaak Schram (seizoen '58 -'59). De derde en vierde titel werden behaald onder leiding van trainer Achiel T'Jollijn tijdens de seizoenen 1970-'71 en '71-'72. In 1967 nam de club voor het eerst deel aan de zaalcompetitie, in dewelke ze hun eerste kampioenstitel behaalde tijdens het seizoen 1994-'95. Tijdens de daaropvolgende Europese kampioenschappen zaal in Londen behaalden ze de tweede plaats.
In juni 2015 verliet de volledige eerste ploeg de club om aan te sluiten bij het Kielse Verde KC. In 2016 fusioneerde Mercurius met KC Hoboken 2000 tot Hoboken Mercurius Korfbalclub (HMKC), hierbij werd het stamnummer van Hoboken 2000 KC overgenomen.

## Palmares
De club won deze prijzen in teamverband:
- Veldkampioen, 4x (1958, 1959, 1971, 1972)
- Zaalkampioen, 1x (1995)

### Individuele prijzen
Korfbalster van het jaar
- Jeanne Seliaerts (1969 en 1975)

## Bekende (ex-)spelers
- Shiara Driesen
- Jeanne Seliaerts
- Joyce Senepart
- Viviane Verbeeck
- Dennis Vermeiren